# George McKenzie
George McKenzie (ur. 22 września 1900 w Leith, zm. 5 kwietnia 1941 tamże) – brytyjski bokser wagi koguciej. W 1920 roku na letnich igrzyskach olimpijskich w Antwerpii zdobył brązowy medal.

## Kariera zawodowa
W latach 1922–1929 stoczył 45 walk, z których 36 wygrał, 7 przegrał, a 2 zremisował.